# Hereditäre-Hämochromatose-Protein
Das hereditäre-Hämochromatose-Protein (HFE-Protein) (Gen-Name: HFE; High Iron Fe) ist ein Protein in der Zellmembran von Säugetieren, das an den Transferrin-Rezeptor 2 bindet und dazu führt, dass das Transferrin leichter von diesem dissoziiert, also schwächer gebunden wird. Diese Interaktion ist notwendig für die durch Transferrin ausgelöste Expression von Hepcidin. Das Protein spielt so eine zentrale Rolle im Eisenstoffwechsel.
Im Mensch wird HFE-Protein überall, außer im Gehirn gebildet. Mutationen im HFE-Gen können zur hereditären Hämochromatose führen, der häufigsten rezessiven Erbkrankheit bei Europäern, aber auch zu Porphyria cutanea tarda oder zu erhöhtem Risiko für diabetische Nephropathie. Strukturell ist das Protein nahe verwandt mit den MHC-I-Proteinen.

## Weiterführende Literatur
- Pantopoulos K: Function of the hemochromatosis protein HFE: Lessons from animal models. In: World J. Gastroenterol. 14. Jahrgang, Nr. 45, Dezember 2008, S. 6893–901, doi:10.3748/wjg.14.6893, PMID 19058322, PMC 2773850 (freier Volltext) – (wjgnet.com).